# Юзеф Ґочемський
Юзеф (Йосип) Ґоче́мський (Ґошемський) (роки народження і смерті невідомі) — гравер на міді і дереві другої половини XVIII століття. Брат гравера Адама Ґочемського. Пацював у Почаєві впродовж 1745—1778 років і в Києві.

## Творчість
Створив близько 130 дереворитів і мідеритів на релігійні теми, портрети. Серед робіт:
- «Облога Почаєва 1675»;
- «Собор києво-печерських святих»;
- «Йосип з братами» (1745);
- «В'їзд до Єрусалима» (1745);
- «Притча про фарисея» (1767).

Автор ілюстрацій до «Требника» (1741), «Тріоді цвітної» (1767), «Тріоді пісної» (1767), «Апостола» (1768).